# Закупненська селищна територіальна громада
Закупненська селищна територіальна громада — територіальна громада в Україні, в Кам'янець-Подільському районі Хмельницької області. Адміністративний центр — селище Закупне.
Площа громади — 176,992 км², населення — 7465 мешканців (2019).
Утворена 12 червня 2020 року шляхом об'єднання Закупненської селищної ради та Вівсянської, Вільховецької, Голенищівської, Гусятинської, Івахновецької, Кутковецької сільських рад Чемеровецького району.

## Населені пункти
У складі громади 14 населених пунктів — 1 селище (Закупне) і 13 сіл: Боднарівка, Вівся, Вільхівці, Голенищеве, Гусятин, Дубівка, Івахнівці, Йосипівка, Кузьмінчик, Кутківці, Лисогірка, Романівка та Рудка.